# Fraser Institute
Het Fraser Institute is een libertarische en conservatieve denktank uit Canada. De denktank is verbonden aan een groep van 80 internationale denktanks via het Economic Freedom Network. Het instituut heeft haar hoofdkwartier in Vancouver met daarnaast ook kantoren in Calgary, Toronto en Montreal. Het is een officieel erkend goed doel in zowel Canada als de VS.
Volgens het in 2020 gepubliceerde Global Go To Think Tank-rapport (Universiteit van Pennsylvania) staat het Fraser Institute wereldwijd op de 14e plaats (uit 8.200) in de lijst van invloedrijkste denktanks en is het de belangrijkste denktank van de regio "Canada & Mexico".

## Ideologie
Het Fraser Institute beschrijft zichzelf als een "onafhankelijke internationale onderzoeks- en onderwijsorganisatie" die streeft naar "een vrije en welvarende wereld waar individuen voordeel halen uit een grotere mogelijkheid tot eigen keuzes, een competitieve markt en persoonlijke verantwoordelijkheid".
Forbes heeft de denktank libertarisch genoemd terwijl The New York Times ernaar verwezen heeft als zijnde libertarisch en conservatief.

## Onderzoek en publicaties
Het instituut publiceert jaarlijks hun index Economic Freedom of the World waarin landen gerangschikt worden naar economische vrijheid. Tezamen met het Amerikaanse Cato Institute en het Liberalesinstituut publiceert het ook jaarlijks de Human Freedom Index. Het Fraser Institute publiceert daarnaast vele specifiek op Canada gerichte rapporten, zoals hetgeen over de wachttijden in de publieke gezondheidszorg en de berekening van Tax Freedom Day.
Het brengt drie tijdschriften uit, met name het Engelstalige Fraser Forum, het Franstalige Perspectives en het op studenten gerichte en door studenten geschreven Canadian Student Review.